# Kormányzati Informatikai Fejlesztési Ügynökség
A Kormányzati Informatikai Fejlesztési Ügynökség (KIFÜ) a Miniszterelnöki Kabinetiroda felügyelete alá tartozó, önállóan működő és gazdálkodó központi költségvetési szerv volt, a KIFÜ jogutódja 2025. január 1-jétől a Pro-M Zrt.

## Székhelye
1134 Budapest, Váci út 35. Korábbi székhelye (2019. augusztus 8-ig): 1027 Budapest, Csalogány utca 9.

## Feladatai
Az intézmény az európai uniós vagy hazai forrásból megvalósuló, különösen informatikai tárgyú kiemelt ágazati fejlesztési projektekben projektgazdaként, konzorciumvezetőként, illetve a projektgazda vagy a konzorciumvezető kérésére konzorciumi tagként, vagy más, nem kedvezményezetti szerepkörben vesz részt.
A Kormány döntése alapján – továbbá közigazgatási szervek felkérésére – közreműködik egyes ágazati (különösen központi közigazgatási, önkormányzati igazgatási, egészségügyi, oktatási, vidékfejlesztési, foglalkoztatási) fejlesztések megvalósításában. Megállapodások alapján közigazgatási szervek részére projektmenedzsment módszertani szolgáltatásokat nyújt.
Az európai uniós forrásból megvalósuló projektek eredményeként létrejött rendszerek fenntartásában és üzemeltetésében a befogadó intézménnyel kötött megállapodásban foglaltak szerint vesz részt.

## Története
A Nemzeti Információs Infrastruktúra Fejlesztési Intézet (NIIF) 2006-ban alakult. Eredetileg a Nemzeti Fejlesztési Minisztérium irányítása alatt, a 268/2010. (XII.3.) kormányrendelet keretei között végzi tevékenységét.
2016. szeptember 1-jétől a KIFÜ lett a jogutódja a NIIF-nek. Ennek következtében a KIFÜ feladata lett a NIIF Program megvalósítása és összefogása is.
A KIFÜ 2018-tól, az Innovációs és Technológiai Minisztérium felügyelete alá került, majd annak megszűnésével, 2022-től az irányító szerv a Miniszterelnöki Kabinetiroda lett.
A 234/2024. (VIII. 8.) Korm. rendelet értelmében a Kormányzati Informatikai Fejlesztési Ügynökség (KIFÜ) 2024. december 31-én általános jogutód nélkül megszűntetésre került, közfeladatai a kormányrendeletben kijelölt szervezetekhez kerültek.

## Vezetői

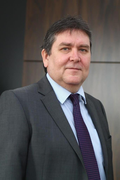
Szijártó Zoltán, a KIFÜ elnöke

Az Ügynökséget – a miniszter által határozatlan időtartamra kinevezett – elnök vezeti, akinek a munkáját – szintén a miniszter által határozatlan időtartamra kinevezett – elnökhelyettesek segítik.
A KIFÜ jelenlegi elnöke Szijártó Zoltán, infrastrukturáért felelős elnökhelyettese 2016-tól Kongó Krisztián, projektekért felelős elnökhelyettese a 2019. évtől Spaller Endre, gazdasági vezetője 2018. végétől Elmer Zsolt. Korábban a KIFÜ elnökhelyettese volt dr. Kópiás Bence.

## Az Ügynökség tevékenysége

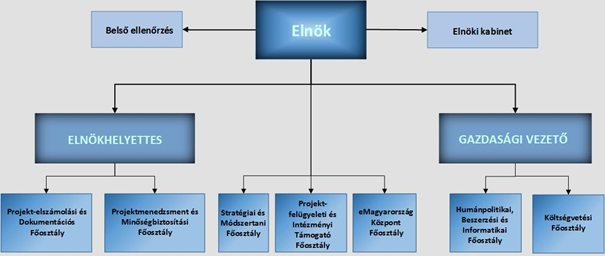
A Kormányzati Informatikai Fejlesztési Ügynökség szervezeti felépítése

- IKT infrastruktúra építése és erre épülő szolgáltatások nyújtása és fejlesztés a magyar oktatási-, kutatási, és közgyűjteményi szektor számára
- Projektmenedzsment szolgáltatás
- Projekt felügyelőmérnöki tevékenység
- Projekt minőségbiztosítási tevékenység
- Projektmenedzsment módszertan
- Digitális felzárkóztatás az eMagyarország Pontok működtetésével

### Felhőszolgáltatások
A KIFÜ eszközein elosztva üzemeltethető és hálózaton keresztül elérhető szolgáltatásokat nyújt partnerei számára:
- Cloud for Education
- Domainnév regisztrációja
- GÉANT cloud szolgáltatás
- Levelezés
- Tárhely-szolgáltatások

### Hálózati szolgáltatások
A KIFÜ által működtetett hálózathoz való elérés segítségével internet-hozzáférést, továbbá egyedi azonosítási szolgáltatást biztosítanak partnereink számára. 

#### HBONE
A KIFÜ gerinchálózata a HBONE, amely a hazai akadémiai közösség számítógép-hálózata. A HBONE szolgálja ki a hazai felsőoktatást, közoktatást, kutatás-fejlesztést, könyvtárakat és közgyűjteményeket, valamint számos egyéb közintézményt is. A HBONE különcélú, nagykapacitású és megbízható (távközlő) hálózata biztosítja az alapot a többi szolgáltatás számára.
A HBONE gerinc a csomópontokból (PoP) -melyek alapvetően akadémiai intézményben helyezkednek el – és a csomópontok közötti redundáns és nagysebességű összeköttetésekből áll. A KIFÜ a PoP-okban nagyteljesítményű kommunikációs berendezéseket (DWDM, router, switch) szervereket és egyéb, az IKT szolgáltatások üzemeltetéséhez szükséges berendezéseket üzemeltet, klimatizált és szünetmentes betáplálással ellátott környezetben.

#### Hálózati elérés és kapcsolati szolgáltatások
A hálózati szolgáltatások az intézmények számára nyújtott alap infrastruktúra.

### Ügyféltámogatás
A KIFÜ több, mint hatezer partnere számára a nap 24 órájában, az év 365 napján elérhető műszaki és adminisztratív ügyfélszolgálatot üzemeltet a szolgáltatásokkal kapcsolatos bejelentések kezelésére.

#### IT-biztonsági incidenskezelés
A KIFÜ CSIRT a magyar köznevelés, felsőoktatás, kutatás és közgyűjtemények szolgáltatójához tartozó IT biztonsági és incidenskezelő csoport. 

### Projektmenedzsment
A Projektvezetők az előkészítési szakaszban irányítják a projektek szakmai koncepciójának kialakítását és költségvetésének megtervezését, illetve menedzselik a pénzügyi források biztosítását. Az előkészítés során a szervezet koordinálja a pályázatok és a projektek tervezési dokumentumainak elkészítését, benyújtását a konzorciumi partnerekkel közösen, vagy akár önállóan is.
A projektek megvalósítása során projektvezetést, projekt adminisztrációs és elszámolási tevékenységet végez. Kiemelt feladat a közbeszerzési folyamatok menedzselése, a projekt szakmai és pénzügyi előrehaladásának monitorozása, szükség esetén a változások menedzselése. A KIFÜ komplex kockázatkezelési, projektbeszámolási és jelentési módszertannal rendelkezik, amelyet saját projektjeiben egységesen alkalmaz.
A szervezet a megvalósítási szakaszban a projektadminisztráció minden területét támogató informatikai alkalmazást használ, amely megkönnyíti a projekttagok közötti csoportmunkát és információáramlást, illetve a vezetők által is könnyen monitorozhatóvá teszi a projektfolyamatokat. Így a projekt-előrehaladás, a közbeszerzések, az elvégzett feladatok, beadott kifizetési kérelmek nyomon követése nem igényel külön adatgyűjtést. A rendszer használatával könnyen megoldható a projektek pénzügyi elszámolása, illetve az európai uniós intézményrendszer által kért adatszolgáltatások teljesítése is.
A projektvezetők fontos feladata a projektzáráshoz kapcsolódó szakmai, pénzügyi és adminisztrációs feladatok irányítása is.
Referenciák:
A Kormányzati Informatikai Fejlesztési Ügynökség több mint 10 éve foglalkozik informatikai tárgyú, közigazgatásban megvalósuló európai uniós finanszírozású kiemelt projektek projektvezetésével és pénzügyi elszámolásával. Főállású, nagy tapasztalattal rendelkező szakemberekkel látja el egyik legfontosabb alapfeladatát. A munkatársak a piaci területen szerzett ismereteiket jól ötvözik az államigazgatási elvárásokkal a teljes projektfolyamat során.
Az eredményességet 7 sikeresen megvalósult, lezárt és a fenntartási időszakba került kiemelt projekt, illetve az elektronikus közigazgatás területén folyamatban levő 12 kiemelt közigazgatási informatikai projekt vezetése igazolja, melyek együttes összértéke 35 milliárd forint.

### Projekt felügyelő mérnöki tevékenység
A felügyelő mérnök a projekt folyamatos követésével a projektet támogató Irányító Hatóság nevében, helyette követi a projekt előrehaladását és folyamatosan jelzi a projekt státuszát és a felmerülő kockázatokat, továbbá lehetőség szerint javaslatot is tesz a problémák megfelelő kezelésére. A legfontosabb célok és követendő események:
- a projekt szabályszerű lebonyolításának felügyelete
- a megvalósítás minőségének javítása
- a pótmunkák és az ebből származó időveszteség csökkentése
- a többletköltségek elkerülése, ill. csökkentése
- a projekt és a kifizetések gyorsítása

A nem megfelelő folyamatok esetében a legfőbb kockázat az uniós támogatás visszafizetése lehet. Mindezen problémák kezelésére ad megoldást a Felügyelő Mérnöki (FEM) tevékenység.
Az állami felügyelő mérnöki tevékenység keretében sor kerül a beruházás valamennyi szereplője tevékenységének nyomon követésére, ellenőrzésére, beleértve a termék minőségbiztosító (független és szállítói minőségbiztosító) munkájának monitorozását, értékelését is.
- Projekt tervezés ellenőrzése, működési rend ellenőrzése
- Projektvezetés, működés, határidők nyomon követése
- A beruházás alapdokumentumainak folyamatos ellenőrzése
- Megvalósulások folyamatos ellenőrzése és az ezzel kapcsolatos értékelés készítése
- A projekt műszaki tartalom megvalósulás ellenőrzése és az ezzel kapcsolatos értékelés készítése
- Minőségbiztosítási rendszer nyomon követése és az ezzel kapcsolatos értékelés készítése.

Referencia:
A KIFÜ több mint 23 milliárd forint összértékű GSM-R projektben végez felügyelő mérnöki tevékenységet.

### Projektmenedzsment módszertan
A közigazgatási, európai uniós finanszírozású IT projektek sajátosságai miatt a nemzetközi projektmenedzsment módszertanok csak részben nyújtanak segítséget a projekt vezetési tevékenység ellátásában. A projektvezetők elmúlt években szerzett tapasztalatainak összegyűjtésével a KIFÜ célja az egyéni tudás rendszerezése, átadása és hasznosítása a szervezeten belül és a közigazgatási más szervezeti körében egyaránt.
Az elmúlt időszakban a következő témakörökben készültek módszertani dokumentumok:
- Általános projektmenedzsment, kiegészítve az európai uniós, informatikai projektek sajátosságaival
- Projektvezetési tevékenységet támogató, gyakorlati tapasztalatokat ismertető segédanyagok, minták – az eljárásrend használatát több mint 30 sablon és mintadokumentum segíti
- Informatika projektek oktatás, tesztelési, rendszer bevezetési feladatai, tapasztalatok, legjobb gyakorlatok
- IT projektek minőségbiztosítási eljárásrendje
- Közbeszerzésekhez kapcsolódó útmutatók, hasznos tudnivalók, ellenőrzőlisták
- Projektek elszámolását, azok belső ellenőrzését támogató segédanyagok
- IT biztonsági követelmények
- IT szerződésminták

A módszertani anyagok az alkalmazásukkal járó előnyök, illetve a vonatkozó ajánlások és tippek ismertetése mellett a technika és az eszközök céltudatos használatát is bemutatják. A módszertani anyagok elérhetők a tudástárban (tudástár), amelynek építése folyamatos tevékenység a KIFÜ-ben, és magában foglalja a tapasztalati úton szerzett egyéni tudás, módszertani és tájékoztató anyagok összegyűjtését és rendszerezett, kereshető formában való publikálását. Az elkészült módszertani anyagok jelentős része bárki számára elérhető a portál Dokumentumtár menüpontjában.
A projektmenedzsment eljárásrend megismerésére és használatának elsajátítására 2013-ban 90 fő közigazgatásban dolgozó projektvezető számára tréning keretében is lehetőséget biztosított a szervezet.

### Projekt minőségbiztosítás
A független minőségbiztosítás nagy projektek esetén elengedhetetlen feltétele a projektcélok megfelelő minőségben és költséghatékonyan történő megvalósításának. A KIFÜ Portfóliója ezzel kapcsolatosan folyamat-, és termék-minőségbiztosításra, minőségügyi auditra, illetve felügyelőmérnöki tevékenységre terjed ki.
A folyamat-minőségbiztosítási feladatok a projektvezetési tevékenység során keletkező dokumentumok áttekintését, felülvizsgálatát, minőségi szempontok szerinti értékelését fedik le. A minőségbiztosító az értékelés alapján szükség szerint intézkedési javaslatot tesz, folyamatosan nyomon követi a projekteseményeket, részt vesz kockázatkezelési és változáskezelési tevékenységekben, vizsgálja a projekt hatékonyságát, folyamatait.
A KIFÜ termék-minőségbiztosítással kapcsolatos tevékenységébe tartozik a projektek során létrejövő termékek minőségi, szabályszerűségi vizsgálata az átadás-átvételi folyamat során. Ezt dokumentum alapú eredménytermékek esetén véleményezéssel, informatikai fejlesztések, alkalmazás esetén pedig a tesztelési folyamatban történő aktív részvétellel végzi a minőségbiztosító.
A minőségügyi audit szolgáltatás fő célja az adott projektben végrehajtott minőségbiztosítási tevékenységek vizsgálata az elfogadott kézikönyveknek, eljárásrendeknek való megfelelés szempontjából.
Felügyelőmérnöki tevékenysége során a KIFÜ a projektek szakmai, támogatás kifizetési és hatósági ügyeinek felügyeletét biztosítja.

## Projektjei
A Kormányzati Informatikai Fejlesztési Ügynökség által sikeresen lezárt projektek a következők:
- Ágazati pályázat a közigazgatási szolgáltatások belső folyamatainak megújítására EKOP-1.A.2-2012-2012-0018 Archiválva 2018. augusztus 2-i dátummal a Wayback Machine-ben
- ACM – Adóalany centrikus adatszolgáltatási modell megvalósítása EKOP 1.2.7-2008-0001 Archiválva 2018. augusztus 2-i dátummal a Wayback Machine-ben
- ASP – Önkormányzati ASP központ felállítása EKOP 2.1.25 Archiválva 2018. augusztus 2-i dátummal a Wayback Machine-ben
- E-Fiz – Elektronikus fizetés megvalósítása EKOP 2.1.1-07-2008-0001 Archiválva 2018. augusztus 2-i dátummal a Wayback Machine-ben
- E-Sztenderdek – Kormányzati informatikai szolgáltatási és e-közigazgatási sztenderdek ÁROP 1.1.17-2012-2012-0001 Archiválva 2018. augusztus 2-i dátummal a Wayback Machine-ben
- EDR fejlesztés – Egységes Digitális Rádiótávközlő rendszer (EDR) fejlesztése EKOP 2.2.7-2013-2013-0001 Archiválva 2018. augusztus 2-i dátummal a Wayback Machine-ben
- EFER csatlakozás – Központi elektronikus fizetési és elszámolási rendszerhez való szervezeti csatlakozások rendszer oldali szakértői támogatásával kapcsolatos tevékenységek megvalósítása Archiválva 2018. augusztus 2-i dátummal a Wayback Machine-ben
- Egyablakos vámügyintézés megvalósítása EKOP 1.2.2-07-2008-0001 Archiválva 2018. augusztus 2-i dátummal a Wayback Machine-ben
- Elektronikus Levéltár EKOP-1.2.8-08-2008-0001 Archiválva 2018. augusztus 2-i dátummal a Wayback Machine-ben
- ESR – ESR-112 Segélyhívószámra épülő egységes segélyhívó rendszer EKOP 2.1.12-2011-2012-0001 Archiválva 2018. augusztus 2-i dátummal a Wayback Machine-ben
- FAIR – Fejlesztéspolitika egységes informatikai támogatása EKOP 1.2.12-2011-2011-0001 Archiválva 2018. augusztus 2-i dátummal a Wayback Machine-ben
- GINOP 3 prioritás előkészítése a Digitális Nemzet Fejlesztési Program megvalósítása céljából GOP-5.1.1-11/K-2015-0001 Archiválva 2018. augusztus 2-i dátummal a Wayback Machine-ben
- GSM-R Állami felügyelő mérnök KÖZOP-6.1.1-11/K-2013-0001 Archiválva 2018. augusztus 2-i dátummal a Wayback Machine-ben
- Infokommunikációs motivációs, szemléletformáló és kompetenciafejlesztő program kkv-knak GINOP-3.2.1-15-2015-00001 Archiválva 2018. augusztus 2-i dátummal a Wayback Machine-ben
- Integrált Úthálózat Üzemeltetési Rendszer KÖZOP-6.1.1-11/K-2015-0001 Archiválva 2018. augusztus 2-i dátummal a Wayback Machine-ben
- Intézményközi – Központi, intézményközi adatáramlást biztosító informatikai rendszerek fejlesztése TIOP 2.3.1. Archiválva 2018. augusztus 2-i dátummal a Wayback Machine-ben
- KGR – Költségvetési gazdálkodási rendszer EKOP 1.2.1.-07-2008-001 Archiválva 2018. augusztus 2-i dátummal a Wayback Machine-ben
- KKIR2 – Intézményi Könyvelési Modul (IKM-FI) alprojekt EKOP-1.1.4-2013-2013-0001 Archiválva 2018. augusztus 2-i dátummal a Wayback Machine-ben
- Közhiteles – Elektronikus közhiteles nyilvántartások és ágazati portál TIOP 2.3.2-12/1-2013-0001 Archiválva 2018. augusztus 2-i dátummal a Wayback Machine-ben
- MÁV Zrt. Infrastruktúra Karbantartó Szoftver KÖZOP-6.1.1-11/K-2015-0003 Archiválva 2018. augusztus 2-i dátummal a Wayback Machine-ben
- OEP – Egészségbiztosítási ügyfélkapcsolatok fejlesztése, egészségügyi rendszerekbe integrált adatkezelés és azonosítás megvalósítása EKOP 2.3.7-2012-2012-0001 Archiválva 2018. augusztus 2-i dátummal a Wayback Machine-ben
- OTR – Országos támogatás ellenőrzési rendszer EKOP-1.2.11-2013-2013-0001 Archiválva 2018. augusztus 2-i dátummal a Wayback Machine-ben
- Pulzus – Országos egészségmonitorozási és kapacitástérkép adatbázis és alkalmazásfejlesztés TÁMOP 6.2.3/12-1-2012-0001 Archiválva 2018. augusztus 3-i dátummal a Wayback Machine-ben
- TÉBA – Családtámogatási ellátások folyósításának korszerűsítése EKOP 1.2.6-2008-0001 Archiválva 2018. augusztus 2-i dátummal a Wayback Machine-ben

### Az egységes európai segélyhívó számra (112) alapozott Egységes Segélyhívó Rendszer (ESR) megvalósítása
Az egységes európai segélyhívó számra (112) alapozott Egységes Segélyhívó Rendszert a készenléti szervek egységei pozícióadatainak meghatározását biztosító egységes digitális rádiótávközlő rendszer (a továbbiakban: EDR), valamint a hívó fél helyének meghatározására szolgáló – a telekommunikációs szolgáltatók által működtetett földi és rádiótelefon rendszerekből származó, az 1. pontban meghatározott munkacsoport által kidolgozott műszaki tartalom szerinti – adatok felhasználásával kell működtetni. A rendszert automatikus – a gazdasági lehetőségekhez képest lehető legpontosabb – helymeghatározással és térinformatikai ábrázolásokkal kibővítve kell létrehozni, amely valamennyi készenléti szervezet tevékenység-irányítását megfelelően előfeldolgozott adatokkal, információkkal szolgálja ki.
A Kormány a KIFÜ-t jelölte ki az Egységes Segélyhívó Rendszer fejlesztési projekt megvalósítására létrehozandó konzorcium vezetőjének és projektgazdájának. A konzorcium további tagjai a Belügyminisztérium, az Országos Rendőr-főkapitányság, az Országos Katasztrófavédelmi Főigazgatóság, a Nemzeti Fejlesztési Minisztérium, az Emberi Erőforrások Minisztériuma (korábbi nevén: Nemzeti Erőforrás Minisztérium, az Országos Mentőszolgálat és a Nemzeti Infokommunikációs Szolgáltató Zrt. (korábbi nevén: Kopint-Datorg Zrt.).
A teljes projekt megvalósulásának határideje: 2013. december 31.

### A GSM-R nagyprojekt állami felügyelőmérnöki feladatainak ellátása

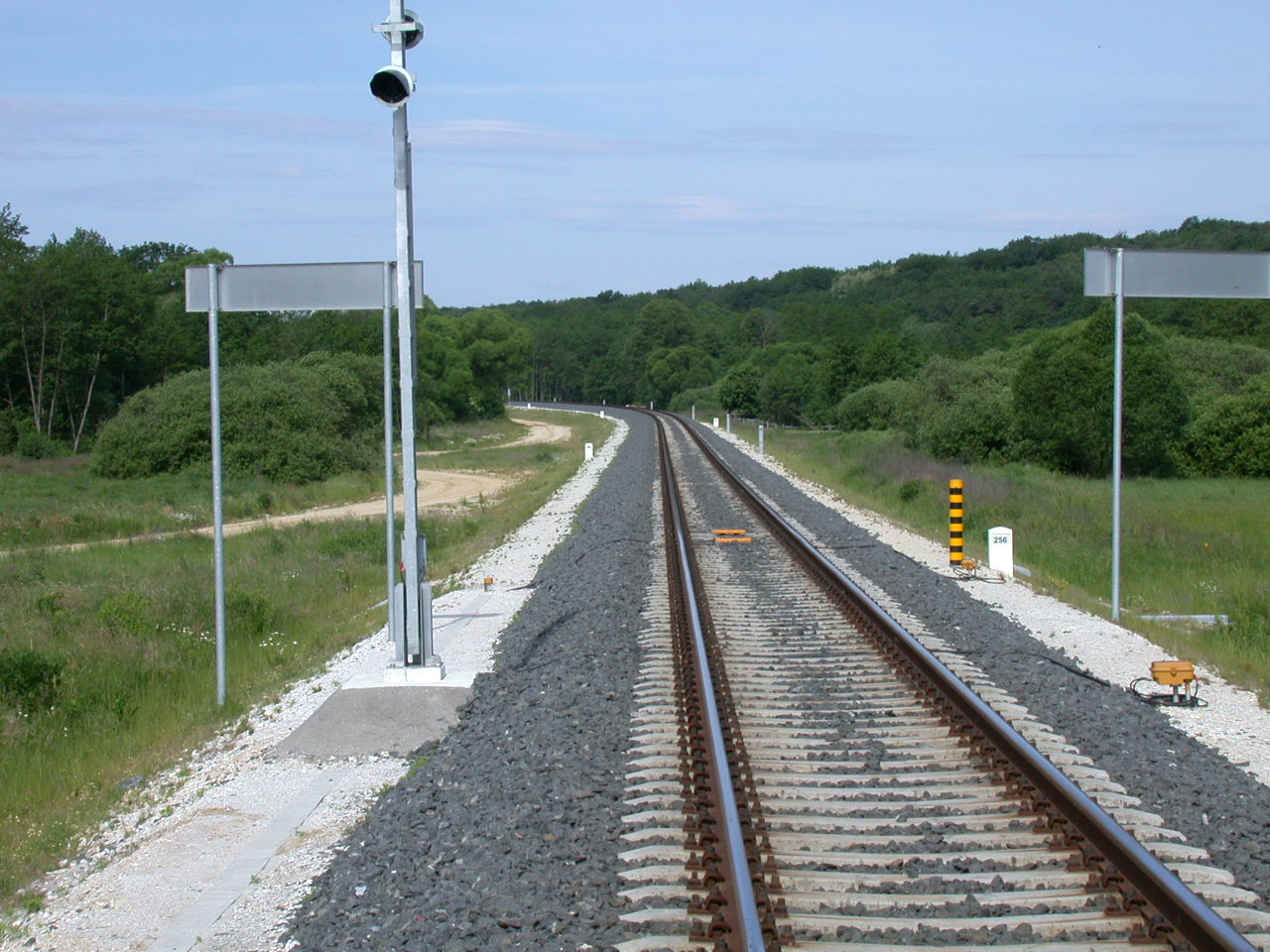
Balíz
az Őrségi vasúton

A GSM-R nagyprojekt első fázisában mintegy 935 km hosszon kerül fejlesztésre a hazai vasúthálózat. A GSM-R rendszer egységes európai szabványokon alapuló, a vasúti forgalom biztosításához szükséges vezeték nélküli kommunikációt biztosító rendszer. Alapinfrastruktúrája az európai vonatbefolyásoló rendszernek (ETCS L2). A Kormány a GSM-R nagyprojekt megvalósítójának és a projekttel összefüggő támogatás kedvezményezettjének a Nemzeti Infokommunikációs Zártkörűen Működő Részvénytársaságot (NISZ) jelölte ki.
A Kormány a KIFÜ-t jelölte ki a GSM-R nagyprojekt állami felügyelő mérnöki feladatainak ellátására – annak érdekében, hogy a GSM-R rendszer magyarországi kiépítésével elérni kívánt célok megvalósíthatóak legyenek, valamint az infokommunikációs és vasútbiztonsági követelmények megfelelő összehangolása és érvényesítése érdekében.

### Kormányzati informatikai szolgáltatási és e-közigazgatási sztenderdek (E-sztenderdek)
A Kormány az 1136/2012. (V.3) Korm. határozatában megállapította az Államreform Operatív Program 2011-2013. időszakra szóló akciótervét, melynek keretében kiemelt projektként nevesítette a projektet.
A fejlesztés célja, hogy a kormányzati informatika irányítói, felügyelői és szabályozói számára olyan specifikációkat, módszertanokat, dokumentációkat hozzon létre, amelyek elősegítik a kapcsolódó feladatok hatékonyabb, megalapozottabb, átláthatóbb és korszerűbb ellátását. Az új specifikációk figyelembe veszik a folyamatban lévő fejlesztések szakmai tartalmát, a projektek szakmai felügyeletét ellátó közigazgatási szervek pedig ezekre támaszkodva sikerrel szüntethetik meg a párhuzamos, vagy az indokolatlan forrásfelhasználásokat.
A projekt keretei között megvalósul az informatikai konszolidációs adatgyűjtést támogató űrlapkitöltő és feldolgozó rendszer, melynek felületén a Nemzeti Fejlesztési Minisztérium a jövőben közvetlenül és gyorsan hozzájuthat az ellenőrzött szervezetek adatszolgáltatásaihoz, a rendszerezett információk pedig az intézkedések gyors elrendelését teszik lehetővé.